# Rivalidad futbolística entre Argentina e Inglaterra
La rivalidad futbolística entre Argentina e Inglaterra es el enfrentamiento de las selecciones de fútbol de Argentina e Inglaterra, las que han compartido una rivalidad por muchos años. Es poco frecuente encontrar una rivalidad intercontinental. Típicamente las rivalidades futbolísticas se dan entre países que están uno cerca del otro, por ejemplo Francia–Italia, Argentina–Brasil y Argentina-Uruguay.
Argentina es considerada en Inglaterra como uno de los rivales más importantes del combinado inglés, junto con Escocia. Por otra parte, Inglaterra es apreciada por la población argentina como uno de sus rivales más importantes debido a motivos relacionados con el fútbol (como lo ocurrido en el mundial de 1966) y también por motivos extra-futbolísticos. Este clásico forma parte de las rivalidades de los históricos protagonistas de los mundiales de fútbol.
Aunque esta rivalidad se originó por un partido de la Copa Mundial de Fútbol de 1966, fue exacerbada en particular por un hecho no futbolístico, la guerra de las Malvinas de 1982 entre las dos naciones, y ha sido propagada por varios incidentes controversiales o notables en partidos subsecuentes, por ejemplo, el gol con la mano de Diego Maradona, comúnmente llamado el gol de la mano de Dios en la Copa Mundial de Fútbol de 1986. Además, Argentina e Inglaterra han mantenido diversos conflictos a lo largo de su historia, entre ellas las Invasiones Británicas a Buenos Aires en 1806 y 1807, el incidente de Malvinas de 1833, la guerra del Paraná durante el gobierno de Juan Manuel de Rosas (1845 a 1850) y finalmente, la guerra del Atlántico Sur, hechos que avivaron de algún modo ese antagonismo histórico.
Al día de la fecha, por copas del mundo se enfrentaron en 5 ocasiones, con 3 victorias para los ingleses (1962, 1966, 2002), 1 victoria para los argentinos (1986) y 1 empate (1998) devenido en avance de llave a favor de la Argentina, con tiros desde el punto penal.

## Antes de 1966
El fútbol fue introducido en Argentina por los británicos durante el siglo XIX. El primer partido jugado en Argentina fue entre dos equipos británicos, los White Caps y los Red Caps, en el Cricket Club de Buenos Aires el 20 de junio de 1867. Un maestro de escuela británico, Watson Hutton, fundó la primera liga argentina en 1891, y todos los equipos en un principio se componían de jugadores británicos, antes de que los jugadores argentinos comenzasen a unirse, especialmente en los primeros años del siglo XX.
Los combinados nacionales se habían visto antes de su choque en 1966:
- Argentina fue el primer equipo después de Escocia en jugar con Inglaterra en el estadio Wembley en 1951. El resultado favoreció a los locales por 2-1.
- Jugaron también dos partidos en 1953 en Buenos Aires. El primero, una victoria de 3-1 para Argentina. Este partido aparece en la lista oficial de partidos internacionales de Argentina, de manera que los argentinos lo consideran su primera victoria ante Inglaterra. El segundo partido de 1953 fue suspendido tras 36 minutos debido a una lluvia torrencial, con un marcador de 0-0.

## México 1986

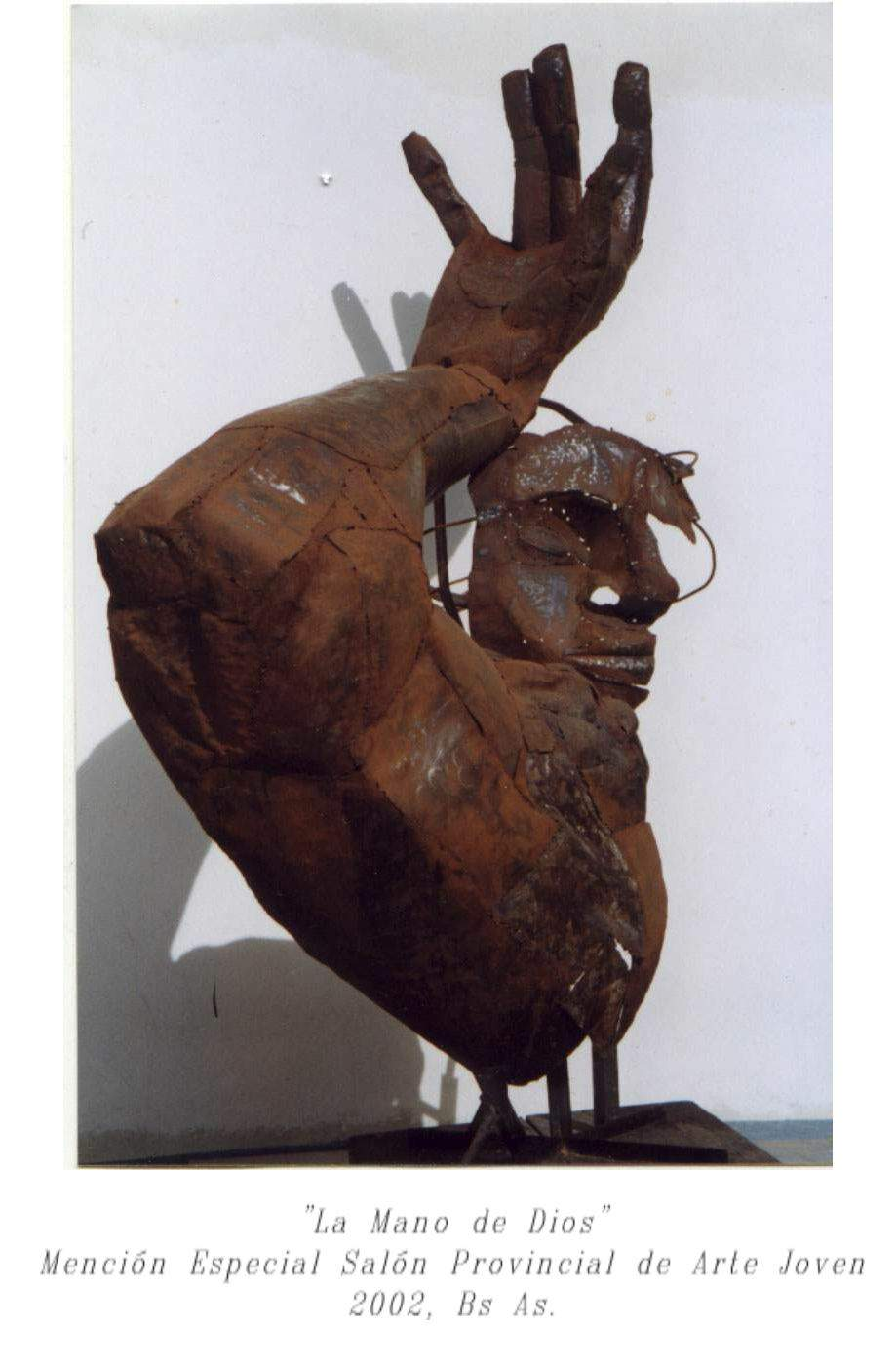
Escultura en metal de "La mano de Dios", de Sergio Ardohain en el año 2004.

El 22 de junio de 1986 en el Estadio Azteca de la Ciudad de México, las selecciones de Argentina e Inglaterra tuvieron que verse las caras por los cuartos de final de la Copa del Mundo. Este partido se jugó cuatro años después de la guerra de las Malvinas, librada entre Argentina y el Reino Unido, y es parte de una rivalidad futbolística entre las dos selecciones que había comenzado veinte años antes en la Copa del Mundo jugada en Inglaterra.
Durante el encuentro Diego Maradona convirtió dos de los goles más famosos en la historia de los mundiales. El primero, a los 51 minutos de comenzado el partido, lo realizó utilizando su mano izquierda, mientras que el segundo, lo convirtió cuatro minutos después luego de partir desde la mitad del campo argentino y gambetear a cinco jugadores ingleses: Peter Beardsley, Peter Reid, Terry Butcher, en dos oportunidades, Terry Fenwick y al arquero Peter Shilton, este gol fue elegido por la FIFA como el “Gol del Siglo”. Gary Lineker convirtió de cabeza el gol de descuento de la selección inglesa en el minuto 81, finalizando el partido con el triunfo de la selección argentina por 2 a 1.

## Enfrentamientos en Mundiales
| Campeonato       | Fecha               | Resultado | Instancia        |
| ---------------- | ------------------- | --------- | ---------------- |
| Chile 1962       | 2 de junio de 1962  | 3-1       | Primera fase     |
| Inglaterra 1966  | 23 de julio de 1966 | 1-0       | Cuartos de final |
| México 1986      | 22 de junio de 1986 | 2-1       | Cuartos de final |
| Francia 1998     | 30 de junio de 1998 | 2-2 (4-3) | Octavos de final |
| Corea-Japón 2002 | 7 de junio de 2002  | 1-0       | Primera fase     |

## Finales entre clubes
| Campeón       | Resultado | Subcampeón        | Torneo                     |
| ------------- | --------- | ----------------- | -------------------------- |
| Estudiantes   | 1-0 1-1   | Manchester United | Copa Intercontinental 1968 |
| Independiente | 1-0       | Liverpool         | Copa Intercontinental 1984 |

| Finales entre clubes | Clubes argentinos | Clubes ingleses |
| -------------------- | ----------------- | --------------- |
| Finales ganadas      | 2                 | 0               |
| Totales              | 2                 | 0               |

## Títulos oficiales
| Competición                                                           | Bandera de Argentina | Bandera de Inglaterra |
| --------------------------------------------------------------------- | -------------------- | --------------------- |
| Copa Mundial de Fútbol                                                | 3                    | 1                     |
| Copa América/Eurocopa                                                 | 16                   | 0                     |
| Copa FIFA Confederaciones                                             | 1                    | 0                     |
| Copa de Campeones Conmebol-UEFA                                       | 2                    | 0                     |
| Medallas de Oro Olímpicas                                             | 2                    | 2                     |
| Copa Mundial de Fútbol Sub-20                                         | 6                    | 1                     |
| Copa Mundial de Fútbol Sub-17                                         | 0                    | 1                     |
| Torneo Preolímpico Sudamericano Sub-23/Eurocopa Sub-21                | 5                    | 2                     |
| Campeonato Sudamericano Sub-20/Eurocopa Sub-19                        | 5                    | 11                    |
| Campeonato Sudamericano Sub-17/Campeonato de Europa Sub-17 de la UEFA | 4                    | 2                     |
| Total                                                                 | 44                   | 20                    |

## Estadios
| ENG                       | Empates          | ARG      |   |   |   |                          |
| Estadio de Wembley (1923) | Londres          |          | 3 | 3 | 0 | Amistoso (5) Mundial (1) |
| Estadio de Wembley (1923) | Londres          | Total: 6 |   |   |   | Amistoso (5) Mundial (1) |
| Estadio Monumental        | Buenos Aires     |          | 0 | 1 | 1 | Amistoso (2)             |
| Estadio Monumental        | Buenos Aires     | Total: 2 |   |   |   | Amistoso (2)             |
| Estadio El Teniente       | Rancagua         |          | 1 | 0 | 0 | Mundial (1)              |
| Estadio El Teniente       | Rancagua         | Total: 1 |   |   |   | Mundial (1)              |
| Estadio de Maracaná       | Río de Janeiro   |          | 0 | 0 | 1 | Copa de las Naciones (1) |
| Estadio de Maracaná       | Río de Janeiro   | Total: 1 |   |   |   | Copa de las Naciones (1) |
| Estadio La Bombonera      | Buenos Aires     |          | 0 | 1 | 0 | Amistoso (1)             |
| Estadio La Bombonera      | Buenos Aires     | Total: 1 |   |   |   | Amistoso (1)             |
| Estadio Azteca            | Ciudad de México |          | 0 | 0 | 1 | Mundial (1)              |
| Estadio Azteca            | Ciudad de México | Total: 1 |   |   |   | Mundial (1)              |
| Estadio Geoffroy-Guichard | Saint-Étienne    |          | 0 | 1 | 0 | Mundial (1)              |
| Estadio Geoffroy-Guichard | Saint-Étienne    | Total: 1 |   |   |   | Mundial (1)              |
| Domo de Sapporo           | Sapporo          |          | 1 | 0 | 0 | Mundial (1)              |
| Domo de Sapporo           | Sapporo          | Total: 1 |   |   |   | Mundial (1)              |
| Stade de Genève           | Lancy            |          | 1 | 0 | 0 | Amistoso (1)             |
| Stade de Genève           | Lancy            | Total: 1 |   |   |   | Amistoso (1)             |

## Hechos destacados
- El 14 de mayo de 1953 en Estadio Monumental de Núñez, Ernesto Grillo convierte un gol al cual llamaron "el imposible". Fue llamado así porque los ingleses creían que la lógica del fútbol era tirar un centro. En cambio, Ernesto pateó al arco convirtiendo. Grillo convirtió otro gol más, y Argentina venció 3 a 1 a Inglaterra, haciendo de esta forma que el 14 de mayo sea declarado como el Día del Futbolista Argentino.
- En la estadística general de partidos, ambas selecciones jugaron en total catorce veces. Inglaterra se ha impuesto seis veces sobre Argentina, habiendo ganado ésta en tres oportunidades. El resto empates. Se jugó siete veces en Inglaterra, tres en Argentina, una en México, una en Francia, una en Chile y una en Japón.
- En la Copa Mundial de Fútbol de 1966, Inglaterra sería sede de esa edición de copa, la cual tuvo varios incidentes para favorecer al local, en donde Argentina y Brasil se vieron perjudicados por los árbitros para beneficiar a Inglaterra.
- En la Copa Mundial de Fútbol de 1986, la eliminación inglesa de manos argentinas tuvo como polémica el gol de Argentina llamado La Mano de Dios, de Diego Maradona.
- En el mismo encuentro, en 1986, Diego Maradona convirtió el «Gol del Siglo», considerado el mejor gol en la historia de los mundiales, en el que eludió a 6 jugadores incluyendo al arquero, partiendo de atrás de la mitad de cancha.
- En la Copa Mundial de Fútbol de 1998, David Beckham fue expulsado, luego de agredir desde el suelo a Diego Simeone. En ese encuentro, Argentina obtuvo el paso a cuartos de final.
- En la Copa Mundial de Fútbol de 2002, Inglaterra venció a Argentina (1-0), con gol de penal de David Beckham.
- El Gol del Siglo, un premio FIFA, se lo llevó Diego Maradona, con su gol ante Inglaterra en la Copa Mundial de Fútbol de 1986.